# Joaquín Urías
Joaquín Pablo Urías Martínez (Sevilla, 1 de mayo de 1968) es profesor de  Derecho Constitucional en la Universidad de Sevilla. Durante seis años fue Letrado del Tribunal Constitucional de España. Ha dirigido el proyecto de la Unión Europea para la reforma del sistema judicial de Albania, además de diversos proyectos de reconstrucción social en campos de refugiados de Bosnia y Grecia. Es un reconocido jurista y activista por los derechos humanos español. 

## Biografía
Urías es profesor de Derecho Constitucional de la Universidad de Sevilla desde 1994. Entre 1994 y 1996 trabajó en su tesis doctoral en el Instituto Max Planck de Derecho Público Comparado y Derecho Internacional en Heidelberg (Alemania). Defendió su tesis en 1997 con el título "Tutela frente a leyes" bajo la dirección del profesor Pedro Cruz Villalón. En 2001 accedió a una plaza de profesor titular en la Universidad de Sevilla. Ha trabajado especialmente en las áreas de justicia constitucional, derechos fundamentales y libertad de expresión.
Entre 2004 y 2010 fue letrado del Tribunal Constitucional de España.
Entre 2010 y 2014 fue director del proyecto Euralius Consolidation of the Justice System in Albania de la Unión Europea y trabajó en Tirana como asesor de la delegación de la Unión Europea.
En el ámbito de los derechos humanos, trabajó entre 1993 y 1994 como director de proyectos de reconstrucción social en el campo de refugiados de Gasinci, en Djakovo, Croacia. Entre 1994 y 1995 dirigió un proyecto similar en el campo de refugiados de Obonjan, en Šibenik, Croacia. Entre 1995 y 1998 dirigió un proyecto con retornados en las ciudades de Ustikolina y Foča, en Bosnia y Herzegovina. Entre 2000 y 2002 promovió y participó en un proyecto para la escolarización de todos los niños gitanos del poblado de El Vacie, en Sevilla. En 2015 trabajó en el campo de refugiados de Moria, en Lesbos, Grecia. En 2016 y 2017 dirigió diversos proyectos de reconstrucción social en el campo de refugiados de Lagadikia y en la ciudad de Tesalónica, Grecia.
Como activista, entre 2002 y 2004 participó y fue portavoz del Foro Social de Sevilla en la organización de la contracumbre europea de Sevilla y de las movilizaciones contra la guerra de Irak.
Colabora como articulista en diversos medios, entre ellos El Diario, El Plural, Ara, CTXT y Público.

## Distinciones
- Encomienda de la Orden del Mérito Civil (2013)[12]